# Abapeba abalosi
Abapeba abalosi là một loài nhện trong họ Corinnidae. Loài này thuộc chi Abapeba. Abapeba abalosi được Cândido Firmino de Mello-Leitão miêu tả năm 1942.